# استان بریتانیای نو غربی
بریتانیای نو غربی یک از استان‌های کشور پاپوآ گینه نو می‌باشد که در جزیره بریتانیای نو قرار گرفته‌است.
مرکز این استان کیمبه است.

## مساحت و جمعیت
مساحت استان ۲۱۰۰۰ کیلومتر مربع است و طبق سرشماری سال ۲۰۰۰ میلادی ۱۸۴٬۵۰۸ نفر جمعیت داشته‌است که این جمعیت در سال ۲۰۱۱ میلادی به ۲۴۲٬۶۷۶ نفر افزایش پیدا نموده‌است.

## اقتصاد
مهم‌ترین محصول این استان نخل روغنی است که جزو صادرات آن نیز محسوب می‌شود.

## مردم
هفت قبیله مهم این استان عبارتند از: ناکانائی، بوکاوی، کووه، اونه آ، مالئو، کائولونگ و آرووه که در مجموع به ۲۵ زبان مختلف تکلم می‌کنند.

## تقسیمات
این استان از ۲ منطقه تشکیل شده‌است و این منطقه‌ها در مجموع دارای ۱۱ فرمانداری محلی هستند. لازم است ذکر شود که هر فرمانداری محلی، در زمان آمارگیری به چند بخش تقسیم می‌شود.
| منطقه                  | مرکز منطقه | نام فرمانداری محلی                    |
| ---------------------- | ---------- | ------------------------------------- |
| منطقه کاندریان-گلوسستر | کاندریان   | فرمانداری محلی روستایی گاسماتا        |
| منطقه کاندریان-گلوسستر | کاندریان   | فرمانداری محلی روستایی گلوسستر        |
| منطقه کاندریان-گلوسستر | کاندریان   | فرمانداری محلی روستایی کاندریان ساحلی |
| منطقه کاندریان-گلوسستر | کاندریان   | فرمانداری محلی روستایی کاندریان داخلی |
| منطقه کاندریان-گلوسستر | کاندریان   | فرمانداری محلی روستایی کووه-کالیائی   |
| منطقه تالاسئا          | کیمبه      | فرمانداری محلی روستایی بالی-ویتو      |
| منطقه تالاسئا          | کیمبه      | فرمانداری محلی روستایی بیالا          |
| منطقه تالاسئا          | کیمبه      | فرمانداری محلی روستایی هاسکینز        |
| منطقه تالاسئا          | کیمبه      | فرمانداری محلی شهری کیمبه             |
| منطقه تالاسئا          | کیمبه      | فرمانداری محلی روستایی موسی           |
| منطقه تالاسئا          | کیمبه      | فرمانداری محلی روستایی تالاسئا        |